# Kamo no Chōmei
Kamo no Chōmei (鴨長明?   Kamo, 1155 – Hino, 1216) fue un poeta de waka, escritor, músico, ensayista y monje ermitaño japonés, que vivió a finales de la era Heian y comienzos de la era Kamakura.

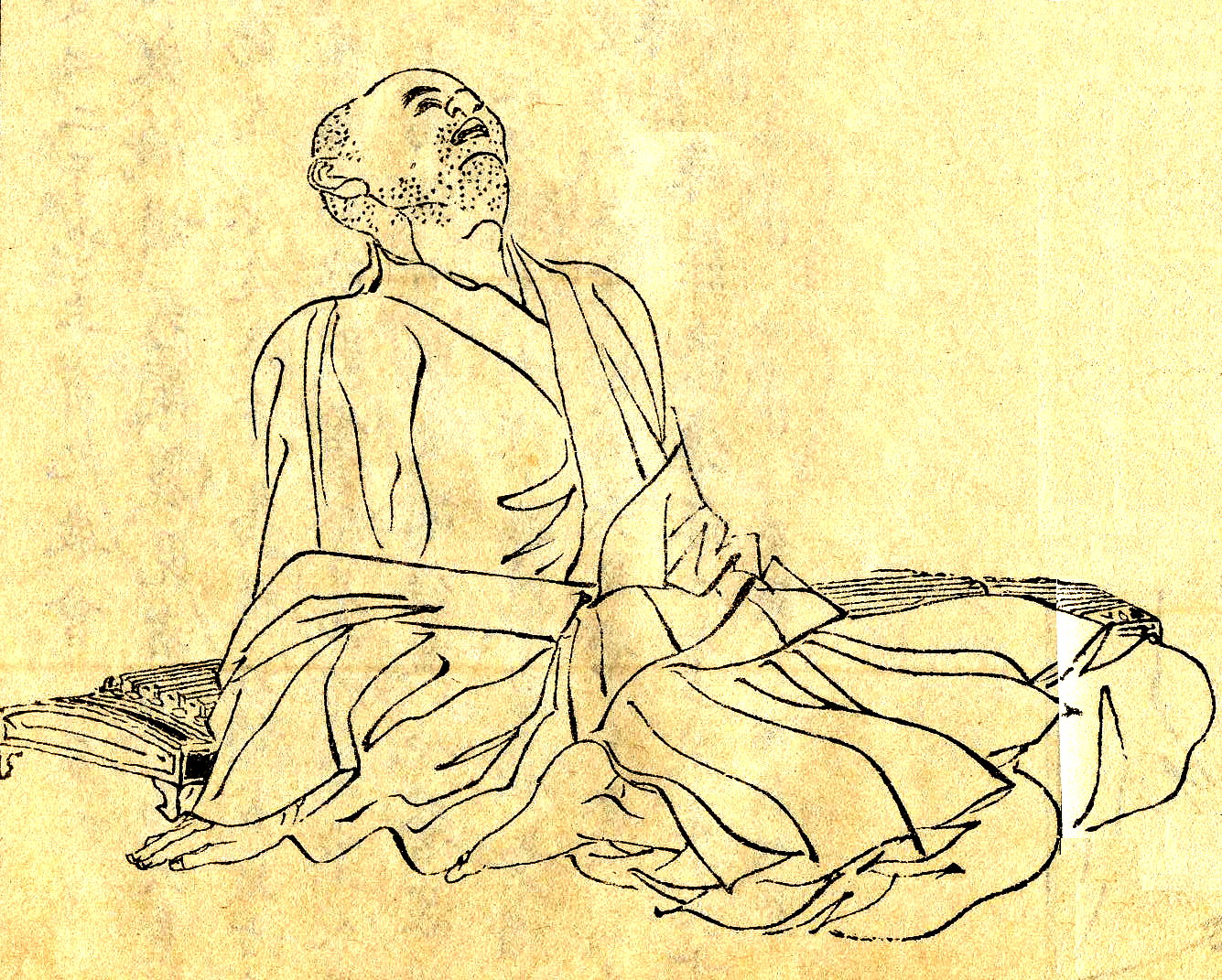
Kamo no Chōmei, por Kikuchi Yōsai.

Nació con el nombre de Kamo no Nagaakira y fue el segundo hijo de Kamo no Nagatsu, shōnegi (monje Shintō) del Santuario Kamo. Durante su juventud estudió poesía y música dentro del ambiente aristocrático del santuario.
En 1160, su padre fue promovido a un rango mayor de sacerdote y por consiguiente, Chōmei también fue promovido. No obstante, las enfermedades y la burocracia forzaron al retiro de su padre en 1169, y fallecería a comienzos de 1170. Tras esto, Chōmei no consideró ocupar el puesto de su padre y lo cedería a su primo.
A la edad de veinte años, se trasladó a la casa de su abuela paterna, pero alrededor de unos diez años después, debió abandonar y establecerse en una pequeña choza cerca del río Kamo.
Durante este período, se enfocaría principalmente en la poesía, teniendo gran influencia de tres mentores: Shōmyō, de la escuela Rokujō, quien le enseñó las técnicas de la poesía de corte; Kamo no Shigeyasu, sacerdote jefe del Santuario Kamo Superior, quien lo invitaba a las competiciones de poesía waka y fue quien lo ayudó en la elaboración del libro de poemas Kamo no Chōmei Shū en 1181; y el monje budista Shun'e, quien dirigía un círculo de poetas llamado Karin'en, conformado por monjes Shintō, monjes budistas, cortesanos de clase media y baja, y mujeres cortesanas, que compartían sus escritos. Estas reuniones fueron descritas en el Mumyōshō.
Chōmei también desarrolló la música, que la aprendió por Ankara Ariyasu, y era conocido como Kikudaifu por su audiencia.
Durante la edad de treinta años, participaba en varios concursos de poesía y fue incluido en algunas antologías poéticas como el Senzaishu. No obstante, en un concurso del Santuario Kamo, presentó un poema que generó polémica, ya que usó un fraseo describiendo el río Kamo como “semi no ogawa”. El jurado lo descalificó al no comprender la frase, pero Chōmei reclamó que la frase había sido usada antes y que estaba en los registros históricos del santuario. Se cree que Chōmei usó este recurso con el fin de sentir su disgusto ante su primo, quien usurpó el cargo que poseía su padre. Posteriormente, el poema con esta frase fue incluida en el Shinkokinshu.
A comienzos de la era Kamakura, a mitad de los cuarenta años; fue nombrado protegido del Emperador enclaustrado Go-Toba, debido a su labor como poeta. El emperador organizó la Oficina Imperial de Poesía, que crearía la antología Shinkokinshu; Chōmei fue un miembro de clase baja, pero recibió beneficios como visitar el Jardín Imperial. A pesar de su talento como poeta y miembro de la corte, sus colegas decidieron denigrar su trabajo. Chōmei estuvo en la Oficina Imperial de Poesía hasta su declaración de reclusión en 1204.
La “reclusión” de Chōmei no tiene causas claras, pero se cree que fue por una serie de sucesos desafortunados, en especial la muerte de su padre y su incapacidad de haber ocupado su puesto; esto motivó a que abandonara la vida de la corte y de pasó renunció a la religión Shintō y se convirtió al budismo. Pasó cinco años en las faldas del Monte Hiei, pero no se sintió satisfecho en este lugar y se mudó a Hino, en donde viviría en una choza, basado en el sutra Vimalakirti, por el resto de su vida.
Durante su reclusión, escribió el Mumyōshō, el Hosshinshū y el Hōjōki. En esta etapa, decidió tomar un rumbo diferente al resto de los poetas de corte, como señal de su aislamiento. El Hōjōki, es uno de sus más importantes ensayos, en donde describe los detalles históricos de la convulsión política dentro del shogunato Kamakura, las calamidades y desastres que aquejaban el país; y apoyó la expansión del budismo sobre el pueblo. Brevemente estuvo en 1211, en Kamakura, donde enseñó poesía al shōgun Minamoto no Sanetomo, pero luego volvió a su choza.
La verdadera fecha de su muerte se desconoce, pero se precisa que falleció a mediados de 1216, ya que poco antes acudió ante el monje Zenjaku, para que le pudiera enseñar el camino al paraíso budista.

## Obras
- Kamo no Chōmei Shū
- Hōjōki (方丈記)
- Mumyōshō (無名抄)
- Hosshinshū (発心集)